# Humphrey Carpenter
Humphrey William Bouverie Carpenter (29. dubna 1946, Oxford – 4. ledna 2005, tamtéž) byl anglický životopisec, spisovatel a rozhlasový hlasatel.

## Život
Narodil se, zemřel a prakticky celý svůj život žil v Oxfordu. Jako dítě žil ve Warden's Lodgings na Keble College v Oxfordu, kde byl jeho otec Harry James Carpenter ředitelem před svým navržením do funkce oxfordského biskupa. Po opuštění Dragon School v Oxfordu Humphrey studoval na Marlborough College ve Wiltshire, ale vrátil se studovat angličtinu do Keble.
Velké množství jeho knih zahrnuje životopisy J. R. R. Tolkiena (také zredigoval jeho korespondenci), W. H. Audena, Ezry Pounda, Evelyna Waugha, Benjamina Brittena, Roberta Runcieho a Spika Milliagana.
Psal historické pořady pro rádio BBC 3, v němž působil jako hlasatel. Tématy jeho pořadů byl rozmach britské satiry v šedesátých letech, Rozhněvaní mladí muži a také pořad ke stému výročí Oxford University Dramatic Society. Jeho série dětských knih, jejichž hlavní postavou byl Mr Majeika, byla velmi populární a byla také úspěšně adaptována pro televizi. Jeho encyklopedické dílo The Oxford Companion to Children's Literature (Oxfordský průvodce dětskou literaturou, 1984), psané spolu s jeho ženou Mari Prichardovou, se stala standardním referenčním zdrojem.
Jako slavný hlasatel začal ještě před přechodem na národní stanice pracovat v BBC Radio Oxford jako producent a zpravodaj. Hrál významnou úlohu v zahájení uměleckého diskuzního programu Night Waves na Radio 3 a působil také jako regulérní zpravodaj ostatních programů, včetně odpoledního programu In Tune, a – před jeho přerušením – nedělního programu Listeners' Choice. Před svou smrtí připravoval pro BBC Radio 4 životopisnou sérii Great Lives, zaznamenávanou v Bristolu. Poslední vydání před jeho smrtí byl interview se zpěvákem Eddi Readrem o Robertu Burnsovi. Program byl vysílán na Nový rok 2004.
V roce 1983 založil Vile Bodies, jazzovou kapelu ve stylu třicátých let, se kterou mnoho let vystupoval v hotelu Ritz v Londýně. Dále založil divadelnickou skupinu Mushy Pea Theatre Group, založenou v Oxfordu a zaměřenou na dětské divadlo, která v roce 1991 sehrála muzikál podle jeho knih o Mr Majeikovi a Babes, muzikál o hollywoodských dětských hvězdách. Carpenter byl talentovaný amatérský jazzový hudebník a uznávaný hráč na klavír, saxofon a kontrabas, na který hrál profesionálně v sedmdesátých letech.